# Амдуат

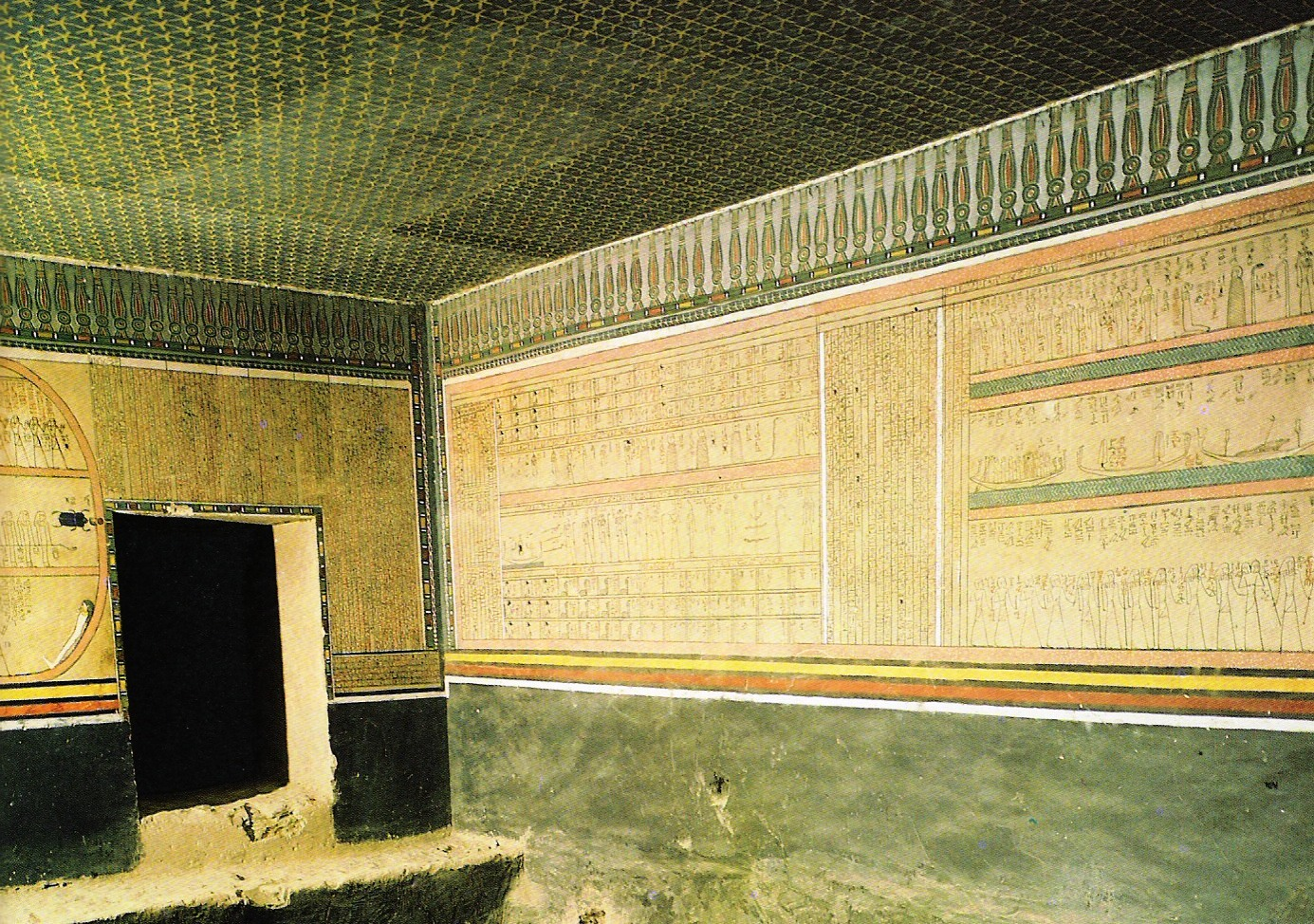
Тексты «Книги Амдуат»: 1-й и 2-й час в преисподней (настенный рельеф в гробнице KV35, XVI-XV вв. до н. э.).

Книга Амдуат, Ам-Дуат (егип. транслит. m-dwAt — «О том, что в Дуат», досл. «О том, что в прославляемом краю/загробном мире») — древнеегипетское заупокойное литературное произведение, известное с периода Нового царства. Один из важнейших религиозных текстов, использовавшийся как часть обязательного декорирования стен гробниц фараонов, а с конца Нового царства и в частных захоронениях.
Также тексты книги наносились на папирусы, сопровождавшие умершего при погребении, саркофаги, амулеты и пр. Согласно верованиям египтян, эти тексты способствовали благополучному прохождению покойным подземного пути, успешному преодолению суда Осириса и возрождению к новой жизни. Тексты в своеобразной фантастической манере повествуют о двенадцати пещерах загробного мира, проходимых Солнцем-Ра на протяжении двенадцати часов ночи. Египтолог Джеймс Генри Брэстед называл «Книгу Амдуат» «чудовищным творчеством извращённой жреческой фантазии».

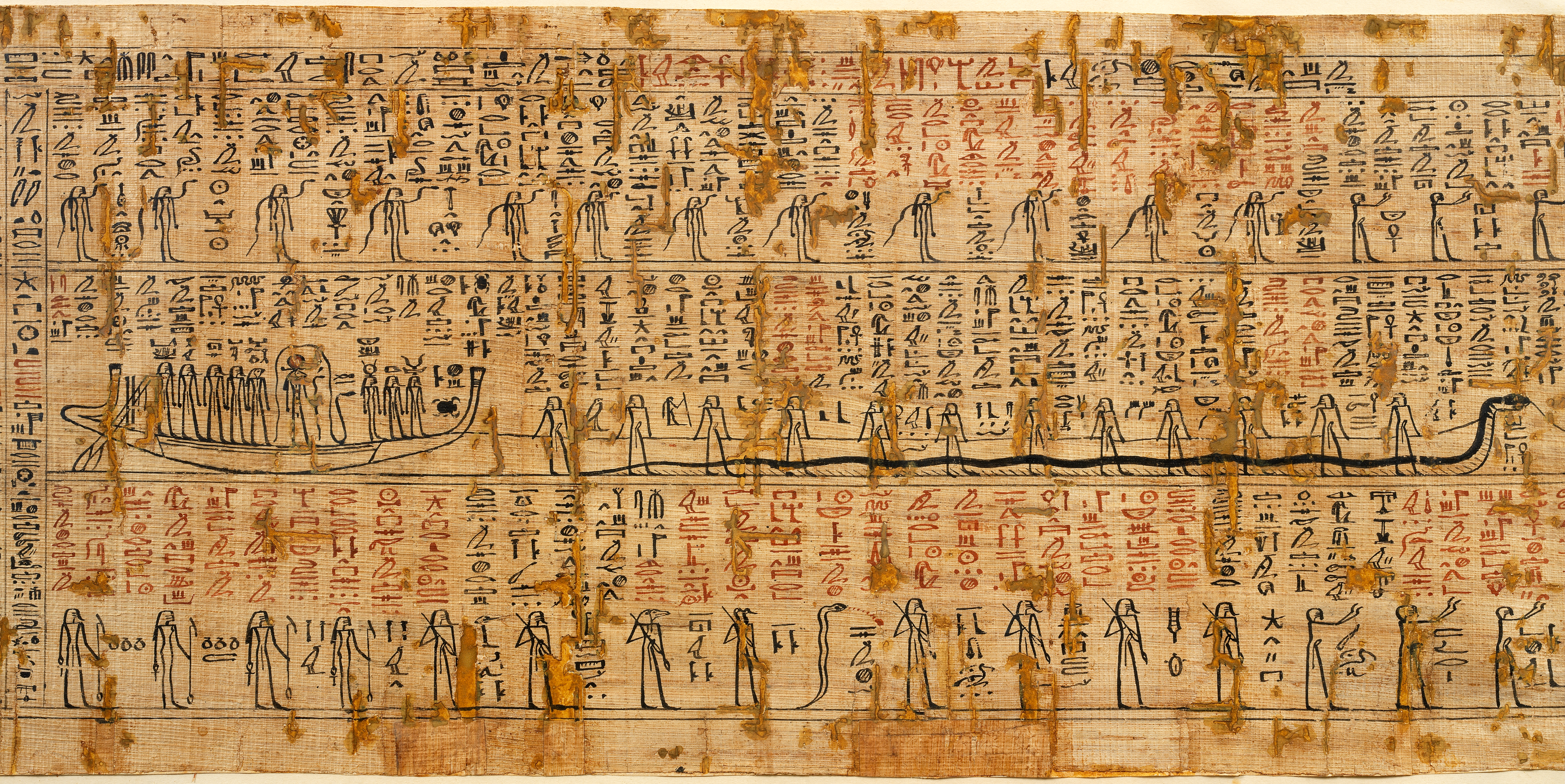
Книга Амдуат, папирус Киперус. деталь Фивы, между 1076 и 722 гг. до н.э

Самая первая версия «Книги Амдуат», известная современным исследователям, зафиксирована на стене погребальной камеры Тутмоса I (XV в. до н. э.), однако, вероятно, содержание книги восходит к более древним «Текстам саркофагов» периода Среднего царства. Последние фрагменты «Книги Амдуат» датируются III в. до н. э.. Полный текст «Книги Амдуат» впервые был обнаружен в гробнице Тутмоса III.